# 硬音
硬音（こうおん、英: fortis）は、音声学において調音器官の筋肉の強い緊張をともなう子音のことをいう。

## 概要
1952年、Roman Osipovich Jakobsonらは、母音のはり・ゆるみ(tense/lax)と子音の硬音・軟音の区別をひとつの弁別的素性にまとめた。日本語ではこの素性を緊張性と呼び、調音器官の緊張の強いものを硬音、弱いものを軟音と称する。
硬音 - 軟音という区別が存在する理由については、音声的な前後関係によって、有声阻害音がしばしば部分的に、あるいは完全に無声化するからである。つまり、有声阻害音であっても声帯振動がなくなる可能性が生じる為、声帯振動の有無によって区別する無声音 - 有声音の代わりに硬音 - 軟音という区別を使用する。しかしながら、音声学的にこの区別の仕方が有効であるかどうか疑問視する学者もいる。

## 英語
英語では、阻害音である破裂音、摩擦音、破擦音に硬音と軟音の区別がある。

## 朝鮮語
朝鮮語の破裂音（[p, t, k]）及び破擦音（[t͡ɕ]）は帯気の有無と喉頭の緊張の有無によって三系統に、摩擦音（[s]）は喉頭緊張の有無で二系統に分かれる。弛緩した（喉頭での緊張を伴わない）子音のうち無気音は平音、帯気音は激音、喉頭での緊張を伴う子音（無気音）は日本語で濃音、中国語で緊音（jinyin）、朝鮮語で硬音（경음）または된소리（テンソリ）と呼ばれている。「된（テン）」とは「（水分が少なくて）固い、濃い、窮屈な」という意味であり、「소리（ソリ）」とは「音、声」という意味である。朝鮮語において濃音は音節の頭（初声）にのみ表れ、音節末（終声）には現れない。ハングル字母ㄲとㅆについては正書法上終声となる場合もあるが、その場合でも実際の終声音としてはそれぞれ[k̚]と[t̚]であって平音との区別がなく、後ろに母音で始まる助詞が付いた場合に初声化して[k]と[s]の濃音で実現する単語であることを示しているにすぎない。なお、朝鮮語の子音に有声音と無声音の対立は見られないが、濃音・激音は無声、語中で有声音間の平音は有声で発音するのが自然である。
IPAには濃音の適切な表記法がないため、朝鮮語における濃音の音声表記は研究者によってまちまちである。[k]の濃音（ハングルではㄲ）を例にとると：
- [ʔk] もしくは [ˀk]：[ʔ]は声門閉鎖音を表す。
- [kʼ]：[ʼ]は放出音を表す。
- [kˤ]：[ˤ]は咽頭化（咽頭における二次的調音）を表す。
- [k͈] ：[ ͈]は拡張IPAにおいて強めの調音を表す
- [k⁼]：[⁼]は拡張IPAにおいて無気音であることを明示する。
- [k*]：アスタリスクは拡張IPAにおいて適切な記号が無い場合に用いるとされる記号である。

濃音は単一の子音であり、声門閉鎖音と子音の連続音ではない。また、放出音は濃音とは全く異なる音である。濃音は咽頭化を伴うことがあり、また無気音であるが、この二つの特徴は濃音を他の系統の子音（すなわち平音と激音）から区別する本質的な性質ではない。よって、喉頭における緊張を表すIPAが制定されない限り[k*]のような表記が唯一IPAに沿った表記となる。ただし、音声表記は必ずIPAで書かれなければならないわけではないため、他の表記は単にIPAではないというだけで、音声表記として間違っているわけではない。
ラテン文字表記、キリル文字に転写する際は、例えばㄲの場合ラテン文字ではkk、キリル文字ではккなどと二重子音で書かれる。ただし、多くの方式ではハングル表記上で濃音字母が使われている場合のみ二重子音で表記し、語中の平音が濃音化した場合には適用しない。

## ドイツ語
ドイツ語では、阻害音である破裂音、摩擦音、破擦音に硬音と軟音の区別がある。硬音は主に無声音字で表され、破裂音・破擦音では常に帯気する。軟音は通常有声だが、語末になると無声化する。

## 発音変化
- 軟音化（または子音弱化）

硬音がある環境（母音間など）で軟音に変化することを軟音化、または子音弱化と呼ぶ。弱化の程度はさまざまで、無声音の有声化、破裂音の摩擦音化・接近音化、あるいは完全な脱落にまで及ぶ。
- 硬音前短縮（Pre-fortis clipping)[2]

同じ音節内で先行する共鳴音の持続時間を短縮させることを硬音前短縮と呼ぶ。
英語の例を見ると、最小対を成すbuild - builtにおいて、builtの/t/は硬音であるため、先行する/l/の発音時間は短くなる。一方、buildの/d/は軟音であるため、先行する/l/の発音時間は変わらない。因みに、英語母語話者はbuild - builtの聞き分けを語末の/t/と/d/の音ではなく、/l/の発音時間の長さで行う。